# Gare de Vaas
La gare de Vaas est une gare ferroviaire française de la ligne de Tours au Mans, située sur le territoire de la commune de Vaas, dans le département de la Sarthe en région Pays de la Loire.
Elle est mise en service en 1858 par la Compagnie du Chemin de fer de Paris à Orléans (PO). C'est aujourd'hui une halte ferroviaire de la Société nationale des chemins de fer français (SNCF) desservie par des trains express régionaux TER Pays de la Loire circulant entre Château-du-Loir, ou Tours, et Le Mans. 

## Situation ferroviaire
Établie à 48 m d'altitude, la gare de Vaas est située au point kilométrique (PK) 291,701 de la ligne de Tours au Mans. Elle est encadrée par les gares de Château-du-Loir et Aubigné-Racan.

## Histoire
Sur la commune qui compte alors 1 913 habitants, la Compagnie du Chemin de fer de Paris à Orléans (PO) établit une station de quatrième catégorie nommée Vaas qu'elle met en service avec sa ligne de Tours au Mans le 19 juillet 1858.
En 2010 le bâtiment voyageurs d'origine est toujours présent mais fermé.

## Services voyageurs

### Accueil
Halte SNCF, c'est un point d'arrêt non géré (PANG) à entrée libre. Elle est équipée d'abris de quai.

### Dessertes
Vaas est desservie par des trains du réseau TER Pays de la Loire circulant entre Château-du-Loir, ou Tours, et Le Mans.

### Intermodalité
Un parking pour les véhicules est aménagé.